# Condado de Hill (Montana)
El condado de Hill es un condado del estado de Montana, Estados Unidos. Tiene una población estimada, a mediados de 2023, de 16 276 habitantes.
La sede del condado es Havre.

## Geografía
Según la Oficina del Censo, el condado tiene una superficie total de 7550 km², de los cuales 7510 km² corresponden a tierra firme y 50 km² están cubiertos de agua.

### Condados adyacentes
- Condado de Liberty - oeste
- Condado de Choteau - sur
- Condado de Blaine - este

## Demografía
Según la estimación 2018-2022 de la Oficina del Censo, los ingresos medios de los hogares son de $58,427 y los ingresos medios de las familias son de $74,702. Los ingresos per cápita en los últimos doce meses, medidos en dólares de 2022, son de $27,996. Alrededor del 16.9% de la población está por debajo de la línea de pobreza nacional.

## Comunidades

### Ciudades
- Havre

### Pueblos
- Hingham

### Lugares designados por el censo (census-designated places,CDP)
| - Azure - Beaver Creek - Box Elder - East End Colony - Gildford - Gildford Colony - Havre North | - Herron - Hilldale Colony - Inverness - Kremlin - Laredo - Parker School - Rocky Boy West | - Rocky Boy's Agency - Rudyard - Saddle Butte - St. Pierre - Sangrey - West Havre |

### Otras localidades
- Agency